# Сонам Чокланг, Панчен-лама II
Сонам Чокланг (тиб. བསོད་ནམས་ཕྱོག་ཀྱི་གླང་པོ་་, 1439 — 1504) — тибетский буддийский религиозный подвижник, основатель монастыря Удинг, был посмертно признан вторым Панчен-ламой.
Сонам Чокланг относился к тому же роду, что и третий Панчен-лама, Энсапа Лобсан Дондуп. В юном возрасте он был отдан в монастырь Ганден на обучение. Пятый Ганден Трипа (настоятель монастыря Ганден) Лодро Чокьонг дал ему имя Сонам Чокьи Лангпо (или Сонам Чокланг). В Гандене, прежде чем вернуться на родину в Цанг, он стал глубоким знатоком буддийских писаний. В Цанге он известен тем, что заказал большую статую Будды из металла и основал небольшой монастырь, названный Удинг, или по-другому Нижний монастырь Энса (Wensa). Ему было посмертно присвоено звание второго Панчен-ламы, так как считается, что он был предварительным воплощением четвертого Панчен-ламы, Чокьи Гьялцена, и реинкарнацией Кедруба Дже, который был  назван также посмертно первым Панчен-ламой.